# Condado de Delta (Colorado)
El condado de Delta (en inglés: Delta County), fundado en 1883, es uno de los 64 condados del estado estadounidense de Colorado. En el año 2000 tenía una población de 27 834 habitantes con una densidad poblacional de 9 personas por km². La sede del condado es Delta.

## Geografía
Según la Oficina del Censo, el condado tiene un área total de 2975 km² (1148,6 mi²), de la cual 2958 km² (1142,1 mi²) es tierra y 17 km² (6,6 mi²) (0.56%) es agua.

### Condados adyacentes
- Condado de Gunnison - este
- Condado de Montrose - sur
- Condado de Mesa - noroeste

## Demografía
En el 2000 la renta per cápita promedia del condado era de $32 785, y el ingreso promedio para una familia era de $37 748. En 2000 los hombres tenían un ingreso per cápita de $31 348 versus $19 916 para las mujeres. El ingreso per cápita para el condado era de $17 152. Alrededor del 12.10% de la población estaba bajo el umbral de pobreza nacional.

## Ciudades y pueblos
- Cedaredge
- Crawford
- Delta
- Hotchkiss
- Orchard City
- Paonia